# فلات جوس
فلات جوس (به لاتین: Jos Plateau) یک رشته‌کوه و فلات در نیجریه است که در ایالت پلاتو واقع شده‌است.